# Михайлівська сільська рада (Ємільчинський район)
Михайлівська сільська рада (до 1954 року — Крилинська сільська рада) — колишня адміністративно-територіальна одиниця та орган місцевого самоврядування в Ємільчинському районі Коростенської і Волинської округ, Київської й Житомирської областей Української РСР з адміністративним центром у селі Михайлівка.

## Населені пункти
Сільській раді на час ліквідації були підпорядковані населені пункти:
- с. Близниця
- с. Крилинськ
- с. Крупошин
- с. Михайлівка
- с. Яменець

## Населення
Кількість населення ради, станом на 1923 рік, становила 1 446 осіб, кількість дворів — 301.
Кількість населення сільської ради, станом на 1924 рік, становила 1 602 особи (з перевагою населення німецької та польської національностей), дворів — 274.

## Історія та адміністративний устрій
Створена 1923 року, як Крилинська сільська рада, в складі колоній Боголюбівка, Крилинськ та слободи Михайлівка Емільчинської волості Новоград-Волинського повіту Волинської губернії. 7 березня 1923 року увійшла до складу новоствореного Емільчинського району Коростенської округи. 25 січня 1926 року в кол. Боголюбівка створено окрему, Боголюбівську німецьку національну сільську раду Емільчинського (згодом — Ємільчинський) району. У 1941—44 роках існували окремі Крилинська та Михайлівська сільські управи.
Станом на 1 вересня 1946 року Крилинська сільська рада входила до складу Ємільчинського району Житомирської області, на обліку в раді перебувало с. Крилинськ та хутір Михайлівка.
11 серпня 1954 року адміністративний центр ради перенесено до с. Михайлівка з перейменуванням ради на Михайлівську. 2 вересня 1954 року, відповідно до рішення Житомирського облвиконкому № 1087 «Про перечислення населених пунктів в межах районів Житомирської області», до складу ради передано села Близниця, Яменець та х. Крупошин Кривотинської сільської ради Ємільчинського району.
Ліквідована 5 березня 1959 року, відповідно до рішення Житомирського облвиконкому № 161 «Про ліквідацію та зміну адміністративно-територіального поділу окремих рад області», села Крилинськ та Михайлівка передані до складу Сімаківської сільської ради, села Близниця, Крупошин та Яменець — до складу Кривотинської сільської ради Ємільчинського району.